# Typhochrestus mauretanicus
Typhochrestus mauretanicus är en spindelart som beskrevs av Robert Bosmans 1990. Typhochrestus mauretanicus ingår i släktet Typhochrestus och familjen täckvävarspindlar. Inga underarter finns listade i Catalogue of Life.